# Bowler Wildcat
The Bowler Wildcat er en offroadbil, der oprindeligt blev produceret af Bowler Offroad. Det er en videreudvikling af Bowler Tomcat, der bruge visse komponenter fra en Land Rover Defender. Wildcat har deltaget i forskellige offroad terrænrallyløb, heriblandt Dakar Rally og Rallye des Pharaons.
Produktionsrettighederne til Wildcat-modellen blev solgt til Qt Services i december 2007, for at kune hjælpe eksisterende Wildcat-ejere, således at Bowler kunne koncentrere sig om deres nyere model Bowler Nemesis. Siden da har QT Services fortsat med supportere ejere vedkonkurrencer, og har udviklet bilen yderligere.
I 2011 begyndte Supacat at markedsføre en militariseret version af Wildcat-modellen i samarbejde med QT Services.
I første afsnit af anden sæson af bilmagasinet Top Gear afprøvede været Richard Hammond en Bowler Wildcat, hvilket blev sendt første gang 11. maj 2003.

## Eksternehenvisninger
- Wikimedia Commons har flere filer relateret til Bowler Wildcat
- Officiel hjemmeside